# طائر نوء سوينهو
طائر نوء سوينهو (الاسم العلمي: Oceanodroma  monorhis) (بالإنجليزية: Swinhoe's  Storm  Petrel)‏ هو طائر ينتمي إلى طيور النوء (فصيلة: Hydrobatidae).